# 黃翠如
黃翠如，香港女藝人，前有線電視女藝員，現為無綫電視經理人合約女藝員。父親是上市公司聯旺集團執行董事兼行政總裁黃永華，丈夫是無綫電視男藝員蕭正楠。

## 背景
黃翠如原籍廣東潮州，讀小一時一家人由木屋區搬到馬鞍山恆安邨，跟歌手容祖兒和王祖藍是樓上樓下的鄰居，三人識於微時。她曾就讀基督教香港信義會馬鞍山信義學校；2000年預科畢業於五旬節林漢光中學，會考獲25分（1A5B）。中學期間曾自中四年級起加入校內戲劇學會，中六時當了學會主席。1997年，黃翠如赴英國修讀戲劇進修，回港後曾擔任舞台劇演員。2003年畢業於香港浸會大學傳理學院公關及廣告系後，於廣告公司做客戶服務的暑期工作，同年被余詠珊選中而加入香港有線電視。
另外，她是上市公司聯旺集團（港交所：8217）其中一名執行董事兼行政總裁黃永華的女兒，於股份上市當日曾到港交所出席上市儀式。
當消息傳出指黃翠如賺了不少資金，但是黃翠如指出，對股票投資來說不認識，也從沒有進帳上述該父親公司。

## 主持發展
2003年，黃翠如加入有線電視後擔任有線娛樂新聞台主播。她在有線娛樂新聞台的兩年間，由於經常獲得訪問周星馳的機會，被喻為「周星馳御用主持」。2007年，她放棄主播的工作，轉而擔任有線娛樂台的節目主持，曾聯同蘇民峰拍攝全新真人Show旅遊節目《40日峰狂嘆世界》，《活得很滋味》，《地平線上這個世界那些人》等旅遊節目。2007年，她曾拍攝電影《妙狗仁心》及《奪標》；2009年離開有線電視。2010年轉投now寬頻電視旗下now香港台，擔任《Lifetival》及《一個地球》（第四季）節目主持，並參與演出另一節目《老虎都要 party》。
同年7月，黃翠如亦開始於《頭條日報》撰寫專欄。就在now寬頻電視於同年計劃進行革新的時候。她回歸有線電視擔任主持工作，並取代了潘杰寧於娛樂台的工作位置，其後拍攝《地平線上 這個世界那些人》、《那些人的故事》等旅遊節目。
2012年，黃翠如轉投無綫電視，主持多個節目，又與好友洪永城合拍主持《走過浮華大地》、《走過浮華大地 亞洲篇》及微電影《成就未來》，當中憑《走過浮華大地 亞洲篇》與洪永城獲得《萬千星輝頒獎典禮2013》「最佳節目主持」。
2019年，黃翠如與洪永城主持無綫電視台慶綜藝節目《出走澳洲》，兩人入圍《萬千星輝頒獎典禮2019》「最佳節目主持」及「最受歡迎電視拍檔」。
2022年，黃翠如主持無綫電視旅遊節目《遊走世界天與地》，並憑此節目奪得《AEG 娛樂人氣王2022》「最佳女主持」獎，更入圍《萬千星輝頒獎典禮2022》「最佳女主持」最後五強。
2023年，黃翠如主持無綫電視旅遊節目《膽粗粗‧HERE WE GO》及《煮東煮西》，年尾再次入圍《萬千星輝頒獎典禮2023》「最佳女主持」最後五強。

## 演藝發展
黃翠如於2012年轉投無綫電視，同年7月開始拍攝劇集，開展其演藝事業。2013年，她在首套拍攝的劇集《心路GPS》中擔任第二女主角，飾演助導「許美鳳（May）」。
2014年，黃翠如在無綫劇集《愛我請留言》中飾演「茹初見」一角，並憑該角色於《萬千星輝頒獎典禮2014》獲得「飛躍進步女藝員」獎，以及入圍「最受歡迎電視女角色」最後五強。
2015年，黃翠如在無綫劇集《師奶MADAM》飾演愛美女警「花蘋（Apple）」，與同劇演員蕭正楠戲假情真地成為情侶。兩人除了奪得《星和無綫電視大獎2015》「我最愛TVB熒幕情侶」獎，亦於《TVB 馬來西亞星光薈萃頒獎典禮2015》再獲得「最喜愛TVB熒幕情侶」獎及「最喜愛TVB電視角色」獎。同年，她憑此角色《萬千星輝頒獎典禮2015》再次入圍「最受歡迎電視女角色」最後五強。
2016年，黃翠如在無綫劇集《幕後玩家》中飾演「顧成雙」一角，演出獲譚詠麟及蕭正楠讚賞，並憑此劇在《萬千星輝頒獎典禮2016》首度入圍「最佳女主角」最後五強。除此之外，她與男友蕭正楠於劇中的情慾戲也備受關注。
黃翠如曾在部分劇集的演出被指仍有改善空間。她曾為此停止拍劇兩年，並觀看大量電影以改善演技。
2020年，黃翠如在無綫劇集《那些我愛過的人》中飾演單親媽媽「方樂汶（Laura）」，演技受到網民稱讚。同年，她在無綫劇集《過街英雄》中飾演亦正亦邪的私家偵探社社長「宋凱甄」，演技獲拍檔森美稱讚。同年憑《那些我愛過的人》入圍《萬千星輝頒獎典禮2020》「馬來西亞最喜愛TVB女主角」最後五強。
2021年，黃翠如在無綫劇集《七公主》飾演大律師「顧靈珊（Alison）」。她在劇集結局的演技再次受到不少網民稱讚，並獲得該劇監製陳維冠讚賞。同年憑此劇再度入圍《萬千星輝頒獎典禮2021》「馬來西亞最喜愛TVB女主角」最後五強。
2024年，黃翠如在無綫台慶劇《黑色月光》飾演「余曦晨」一角，以賽前大熱之一姿態入圍《萬千星輝頒獎典禮2024》「最佳女配角」最後五強。

## 個人生活

### 圈中朋友
黃翠如於2012年加入無綫後因人緣甚佳而結識了不少朋友。當中包括容祖兒、王祖藍（兒時認識，跟黃翠如的姐姐於小學時就讀於基督教香港信義會馬鞍山信義學校而容祖兒和王祖藍更是同班同學）、洪永城、謝安琪、錢嘉樂、吳天瑜、草蜢、林盛斌、森美、農夫、唐詩詠、黃浩然、曹永廉、胡定欣、林夏薇、袁偉豪、周柏豪、連詩雅、區永權、梁嘉琪、陳自瑤、陳敏之、黃宗澤、馬貫東、林文龍等，並與唐詩詠、陳自瑤及連詩雅成為閨蜜。

### 感情生活
黃翠如於2012年因加入無綫電視後，因與洪永城合作主持《走過浮華大地》、《走過浮華大地 亞洲篇》及電視劇《愛我請留言》而傳緋聞。不少網民覺得他們搭檔主持非常合拍，很有默契，認定他們才是真正的情侶，只可惜他們只有做朋友的緣分。2015年10月，兩人在《星和無綫電視大獎2015》手拖手一起走紅地毯時，再度被網民搬出他們之間的「戀情」，並留言「我諗每個男人心裡面都有一個黃翠如」。她其後在面書發佈「其實，每個女仔心目中大概都會有個洪永城」作回應，澄清與洪永城的關係。
2014年1月，黃翠如與蕭正楠合作拍攝電視劇《師奶MADAM》假戲真做，成為情侶。當時蕭正楠否認有關緋聞，直到同年5月接受訪問才公開承認與黃翠如相戀。至2017年11月，黃翠如接受訪問時直言已認定蕭正楠，願意付託終生。在2018年12月16日，蕭正楠於無綫電視《萬千星輝頒獎典禮2018》中與曹永廉獲頒「最受歡迎電視拍檔」獎項，致謝時宣布已與黃翠如結婚。後二人表示當時已秘婚達半年，二人早於2018年4月在新西蘭旅行註冊結婚。2019年5月，她與蕭正楠在峇里補辦婚禮。
2024年11月，她與蕭正楠宣佈懷孕；翌年3月23日，即蕭正楠48歲生日正日，她於Instagram帳戶中發文宣佈男嬰已出生。實際上3月20日劉江於訪問中意外透露嬰兒已出生，所以其出生日期有可能是3月18日或19日。

## 演出作品

### 電視劇
| 首播     | 劇名             | 角色                    |
| 無綫電視 |                  |                         |
| 2013年   | 心路GPS          | 許美鳳（May）           |
| 2013年   | 師父·明白了      | 歡 喜                   |
| 2013年   | 舌劍上的公堂     | 周 菊                   |
| 2014年   | 愛我請留言       | 茹初見／盧愛林（青年）  |
| 2015年   | 師奶MADAM        | 花 蘋（Apple）          |
| 2015年   | 愛·回家 (第二輯) | 溫詩詩                  |
| 2015年   | 陪著你走         | 黃翠如（特別演出）      |
| 2016年   | 為食神探         | 岑愛嬌（Kill姐）        |
| 2016年   | 幕後玩家         | 顧成雙（Max）           |
| 2017年   | 我瞞結婚了       | 朱明明（Janet）／李小霞 |
| 2017年   | 使徒行者2        | 鄭淑梅（妹頭、梅姐）    |
| 2017年   | 誇世代           | 林靜雯                  |
| 2017年   | 溏心風暴3        | 方希文（Sonia）         |
| 2020年   | 那些我愛過的人   | 方樂汶（Laura）         |
| 2020年   | 過街英雄         | 宋凱甄（Yan）           |
| 2020年   | 使徒行者3        | 鄭淑梅（妹頭、梅姐）    |
| 2021年   | 七公主           | 顧靈珊（Alison）        |
| 2024年   | 黑色月光         | 余曦晨                  |
| J2       |                  |                         |
| 2017年   | 7日羅曼史        | 張蓮露（阿Lu）          |

### 微電影、電視電影
| 首映   | 片名                    | 角色      |
| 2013年 | 成就未來                | Priscilla |
| 2016年 | 愛情來的時候2（台湾篇） | 錢 晴     |

### 電影
| 首映   | 片名         | 角色          |
| 2002年 | 絕世好B      | Lily          |
| 2004年 | 我要做Model  | 接待員        |
| 2008年 | 奪標         | 雁 羚         |
| 2013年 | 媽媽，我愛您 | 陳 雪（Snow） |
| 2024年 | 出租家人     | 趙嘉嘉朋友    |

### 配音
| 首映   | 作品名稱       | 配演角色 | 角色演員        | 備註                        |
| 2019年 | 鐵探           | Janice   | 江芷铟，蔡思贝  | 特別聲音客串                |
| 2021年 | 侏羅紀世界     | 莎朗     | 凱蒂·麥克格雷斯 | TVB《好聲好戲》首屆畢業作品 |
| 2022年 | 騙不了人的男人 | 淺香澪   | 門脇麥          |                             |

### 節目
| 年份       | 節目名稱                               |
| 香港電台   |                                        |
| 1999年     | 鏗鏘集：青春萬歲（受訪者、兼任旁白）   |
| 1999年     | 完全學生手冊：背着書包踏台去（討論者） |
| 有線電視   |                                        |
| 2005年     | 活得很滋味                             |
| 2008年     | 40日峰狂嘆世界                         |
| 2009年     | 玩轉姻玄路                             |
| 2011年     | 地平線上 這個世界那些人                |
| 2011年     | 那些人的故事                           |
| now香港台  |                                        |
| 2010年     | Lifetival                              |
| 2010年     | 老虎都要 party                         |
| 2010年     | 一個地球（荷蘭篇）                     |
| 無綫電視   |                                        |
| 2012年     | 玩轉三周1/2 (第9集)                    |
| 2013年     | 走過浮華大地                           |
| 2013年     | 蒲·酒店                                |
| 2013年     | 走過浮華大地 亞洲篇                    |
| 2013年     | 超級無敵獎門人終極篇                   |
| 2014年     | 快樂聯盟                               |
| 2014年     | 走過足球聖地                           |
| 2014年     | 我係小廚神                             |
| 2015年     | 超强選擇1分鐘                          |
| 2015年     | 我係小廚神2                            |
| 2015年     | Do姐去Shopping（嘉賓主持）             |
| 2016年     | 反斗紅星冇暑假 打工唔捱世界            |
| 2017年     | Do姐再Shopping日本篇（嘉賓主持）       |
| 2017年     | 使徒行者 臥底遊戲                      |
| 2018年     | 走過森林和原野                         |
| 2019年     | 出走澳洲                               |
| 2020年     | 两个小生去Camping (嘉宾)               |
| 2021年     | 好声好戏 (参赛者)                      |
| 2022年     | 遊走世界天與地                         |
| 2022年     | 開心無敵獎門人                         |
| 2023年     | 煮東煮西（包括煮東煮西 中秋篇）        |
| 2023年     | 膽粗粗．Here We Go                     |
| 2023年     | 隨懿深度行（嘉賓）                     |
| 2024年     | Grand住去台北                          |
| Astro      |                                        |
| 2015年     | 姊妹淘（馬來西亞版第一季）             |
| 2016年     | 姊妹淘（馬來西亞版第二季）             |
| 2017年     | 煮樂翠                                 |
| 2017年     | 姊妹淘（馬來西亞版第三季）             |
| myTV SUPER |                                        |
| 2018年     | 《走出韓妝教室》香港篇                 |

## 無綫月曆
- 2014年1月 - 鍾嘉欣、黃宗澤、吳卓羲、唐詩詠、黃智雯、馬賽、苟芸慧（以單車為主題）
- 2015年4月 - 蕭正楠、曹永廉、黃智雯（以劇集《師奶MADAM》為主題）
- 2016年8月 - 陳百祥、錢嘉樂、岑麗香、洪永城、梁烈唯、陳敏之、傅嘉莉等（以2016年里約奧運會為主題）
- 2017年7月 - 苗僑偉、陳豪、宣萱、周柏豪、袁偉豪、許紹雄（以劇集《使徒行者2》為主題）
- 2017年9月 - 黃宗澤、夏雨、李司棋、米雪、關菊英、阮兆祥、岑麗香、王浩信、陳敏之（以劇集《溏心風暴3》為主題）
- 2018年1月 - 馬國明、胡定欣、蕭正楠、陳凱琳、森美、高海寧、黃智雯、張振朗、胡鴻鈞等（封面-迎接2018）

## 文字作品

### 日報專欄
- 《頭條日報專欄》

### 旅遊書籍
| 年份      | 書名             | 出版社                        |
| 2008年7月 | 《40日環遊世界》 | 壹出版（ISBN 9789625779171）  |
| 2009年7月 | 《宅女皇下凡》   | 壹出版 （ISBN 9789625779584） |

2023年7月 在地上遇見天使  天窗出版(ISBN9789888599998)

## 曾獲獎項及提名
| 年份   | 頒獎典禮                         | 獎項                    | 作品                                                                                 | 角色/拍檔                              | 結果     |
| ------ | -------------------------------- | ----------------------- | ------------------------------------------------------------------------------------ | -------------------------------------- | -------- |
| 2013   | YAHOO!搜尋人氣大獎2013           | 搜尋人氣急升電視女藝人  | 不適用                                                                               | 不適用                                 | 獲獎     |
| 2013   | 萬千星輝頒獎典禮2013             | 最佳節目主持            | 《走過浮華大地 亞洲篇》                                                              | 與洪永城                               | 獲獎     |
| 2013   | 萬千星輝頒獎典禮2013             | 最受歡迎電視女角色      | 《心路GPS》                                                                          | 許美鳳                                 | 提名     |
| 2013   | 萬千星輝頒獎典禮2013             | 飛躍進步女藝員          | 《心路GPS》、《師父·明白了》、《走過浮華大地》、《蒲·酒店》、《走過浮華大地 亞洲篇》 | 不適用                                 | 提名     |
| 2013   | TVB 馬來西亞星光薈萃頒獎典禮2013 | TVB最具潛質女藝員       | 不適用                                                                               | 不適用                                 | 提名     |
| 2013   | TVB 馬來西亞星光薈萃頒獎典禮2013 | 最喜愛TVB節目主持       | 《走過浮華大地》                                                                     | 不適用                                 | 提名     |
| 2014   | 星和無綫電視大獎2014             | 我最愛TVB女主角         | 《愛我請留言》                                                                       | 茹初見                                 | 提名     |
| 2014   | 星和無綫電視大獎2014             | 我最愛TVB電視女角色     | 《愛我請留言》                                                                       | 茹初見                                 | 提名     |
| 2014   | 星和無綫電視大獎2014             | 我最愛TVB熒幕情侶       | 《愛我請留言》                                                                       | 與黃浩然                               | 提名     |
| 2014   | TVB 馬來西亞星光薈萃頒獎典禮2014 | 最喜愛TVB女主角         | 《愛我請留言》                                                                       | 茹初見                                 | 提名     |
| 2014   | TVB 馬來西亞星光薈萃頒獎典禮2014 | 最喜愛TVB電視角色       | 《愛我請留言》                                                                       | 茹初見                                 | 提名     |
| 2014   | TVB 馬來西亞星光薈萃頒獎典禮2014 | 最喜愛TVB熒幕情侶       | 《愛我請留言》                                                                       | 與黃浩然                               | 提名     |
| 2014   | TVB 馬來西亞星光薈萃頒獎典禮2014 | 最喜愛TVB節目主持       | 《走過足球聖地》                                                                     | 與洪永城                               | 提名     |
| 2014   | 萬千星輝頒獎典禮2014             | 最佳女主角              | 《愛我請留言》                                                                       | 茹初見                                 | 提名     |
| 2014   | 萬千星輝頒獎典禮2014             | 最受歡迎電視女角色      | 《愛我請留言》                                                                       | 茹初見                                 | 最後五強 |
| 2014   | 萬千星輝頒獎典禮2014             | 最佳節目主持            | 《走過足球聖地》                                                                     | 與洪永城                               | 提名     |
| 2014   | 萬千星輝頒獎典禮2014             | 飛躍進步女藝員          | 《舌劍上的公堂》、《愛我請留言》、《快樂聯盟》、《走過足球聖地》、《我係小廚神》     | 不適用                                 | 獲獎     |
| 2014   | TVB最受歡迎電視廣告大獎2014      | 最受歡迎女主角          | 益達 - 度出好笑容                                                                    | 不適用                                 | 獲獎     |
| 2015   | 星和無綫電視大獎2015             | 我最愛TVB女主角         | 《師奶MADAM》                                                                        | 花蘋                                   | 提名     |
| 2015   | 星和無綫電視大獎2015             | 我最愛TVB電視女角色     | 《師奶MADAM》                                                                        | 花蘋                                   | 獲獎     |
| 2015   | 星和無綫電視大獎2015             | 我最愛TVB熒幕情侶       | 《師奶MADAM》                                                                        | 與蕭正楠                               | 獲獎     |
| 2015   | 星和無綫電視大獎2015             | BOTTOSLIM完美曲線大獎   | 不適用                                                                               | 不適用                                 | 提名     |
| 2015   | TVB 馬來西亞星光薈萃頒獎典禮2015 | 最喜愛TVB女主角         | 《師奶MADAM》                                                                        | 花蘋                                   | 提名     |
| 2015   | TVB 馬來西亞星光薈萃頒獎典禮2015 | 最喜愛TVB電視角色       | 《師奶MADAM》                                                                        | 花蘋                                   | 獲獎     |
| 2015   | TVB 馬來西亞星光薈萃頒獎典禮2015 | 最喜愛TVB熒幕情侶       | 《師奶MADAM》                                                                        | 與蕭正楠                               | 獲獎     |
| 2015   | 萬千星輝頒獎典禮2015             | 最佳女主角              | 《師奶MADAM》                                                                        | 花蘋                                   | 提名     |
| 2015   | 萬千星輝頒獎典禮2015             | 最受歡迎電視女角色      | 《師奶MADAM》                                                                        | 花蘋                                   | 最後五強 |
| 2015   | 萬千星輝頒獎典禮2015             | 最佳節目主持            | 《Do姐去Shopping》                                                                   | 與鄭裕玲等                             | 提名     |
| 2016   | 星和無綫電視大獎2016             | 我最愛TVB女主角         | 《為食神探》                                                                         | 岑愛嬌                                 | 提名     |
| 2016   | 星和無綫電視大獎2016             | 我最愛TVB綜藝節目主持人 | 《我係小廚神2》                                                                      | 與林盛斌                               | 提名     |
| 2016   | 星和無綫電視大獎2016             | BOTTOSLIM完美曲線大獎   | 不適用                                                                               | 不適用                                 | 提名     |
| 2016   | TVB 馬來西亞星光薈萃頒獎典禮2016 | 最喜愛TVB女主角         | 《幕後玩家》                                                                         | 顧成雙                                 | 提名     |
| 2016   | TVB 馬來西亞星光薈萃頒獎典禮2016 | 最喜愛TVB電視角色       | 《幕後玩家》                                                                         | 顧成雙                                 | 提名     |
| 2016   | TVB 馬來西亞星光薈萃頒獎典禮2016 | 最喜愛TVB熒幕情侶       | 《幕後玩家》                                                                         | 與黃宗澤及蕭正楠                       | 提名     |
| 2016   | 萬千星輝頒獎典禮2016             | 最佳女主角              | 《幕後玩家》                                                                         | 顧成雙                                 | 最後五強 |
| 2016   | 萬千星輝頒獎典禮2016             | 最受歡迎電視女角色      | 《幕後玩家》                                                                         | 顧成雙                                 | 提名     |
| 2017   | 星和無綫電視大獎2017             | 我最愛TVB女主角         | 《使徒行者2》                                                                        | 鄭淑梅                                 | 提名     |
| 2017   | 星和無綫電視大獎2017             | 我最愛TVB電視女角色     | 《幕後玩家》                                                                         | 顧成雙                                 | 提名     |
| 2017   | 星和無綫電視大獎2017             | 我最愛TVB熒幕情侶       | 《幕後玩家》                                                                         | 與蕭正楠                               | 提名     |
| 2017   | 星和無綫電視大獎2017             | 我最愛TVB熒幕情侶       | 《我瞞結婚了》                                                                       | 與洪永城                               | 提名     |
| 2017   | TVB 馬來西亞星光薈萃頒獎典禮2017 | 最喜愛TVB女主角         | 《使徒行者2》                                                                        | 鄭淑梅                                 | 提名     |
| 2017   | TVB 馬來西亞星光薈萃頒獎典禮2017 | 最喜愛TVB電視角色       | 《使徒行者2》                                                                        | 鄭淑梅                                 | 獲獎     |
| 2017   | TVB 馬來西亞星光薈萃頒獎典禮2017 | 最喜愛TVB熒幕情侶       | 《使徒行者2》                                                                        | 連同袁偉豪及周柏豪                     | 提名     |
| 2017   | TVB 馬來西亞星光薈萃頒獎典禮2017 | 最喜愛TVB節目主持       | 《姊妹淘》 （馬來西亞篇第三季）                                                      | 與江美儀、滕麗名等                     | 提名     |
| 2017   | 萬千星輝頒獎典禮2017             | 最佳女主角              | 《使徒行者2》                                                                        | 鄭淑梅                                 | 提名     |
| 2017   | 萬千星輝頒獎典禮2017             | 最受歡迎電視女角色      | 《使徒行者2》                                                                        | 鄭淑梅                                 | 提名     |
| 2017   | 萬千星輝頒獎典禮2017             | 最受歡迎電視拍檔        | 《使徒行者2》                                                                        | 與袁偉豪及周柏豪                       | 提名     |
| 2017   | 萬千星輝頒獎典禮2017             | 最佳節目主持            | 《Do姐再Shopping》                                                                   | 不適用                                 | 獲獎     |
| 2019年 | 萬千星輝頒獎典禮2019             | 最佳節目主持            | 《出走澳洲》                                                                         | 與洪永城                               | 提名     |
| 2019年 | 萬千星輝頒獎典禮2019             | 最受歡迎電視拍檔        | 《出走澳洲》                                                                         | 與洪永城                               | 提名     |
| 2020年 | 萬千星輝頒獎典禮2020             | 最佳女主角              | 《那些我愛過的人》                                                                   | 方樂汶                                 | 提名     |
| 2020年 | 萬千星輝頒獎典禮2020             | 最受歡迎電視女角色      | 《那些我愛過的人》                                                                   | 方樂汶                                 | 提名     |
| 2020年 | 萬千星輝頒獎典禮2020             | 馬來西亞最喜愛TVB女主角 | 《那些我愛過的人》                                                                   | 方樂汶                                 | 最後五強 |
| 2020年 | 萬千星輝頒獎典禮2020             | 最受歡迎電視拍檔        | 《那些我愛過的人》                                                                   | 與連詩雅及陳自瑤                       | 提名     |
| 2021年 | 萬千星輝頒獎典禮2021             | 最佳女主角              | 《七公主》                                                                           | 顧靈珊                                 | 提名     |
| 2021年 | 萬千星輝頒獎典禮2021             | 最受歡迎電視女角色      | 《七公主》                                                                           | 顧靈珊                                 | 最後十強 |
| 2021年 | 萬千星輝頒獎典禮2021             | 馬來西亞最喜愛TVB女主角 | 《七公主》                                                                           | 顧靈珊                                 | 最後五強 |
| 2021年 | 萬千星輝頒獎典禮2021             | 最受歡迎電視拍檔        | 《七公主》                                                                           | 與林夏薇、高海寧、江嘉敏、陳瀅及鄺潔楹 | 提名     |
| 2021年 | 觀眾在民間電視大獎2021           | 民選最佳女主角          | 《七公主》                                                                           | 顧靈珊                                 | 提名     |
| 2022年 | AEG 娛樂人氣王2022               | 最佳女主持              | 《遊走世界天與地》                                                                   | 不適用                                 | 獲獎     |
| 2022年 | 萬千星輝頒獎典禮2022             | 最佳女主持              | 《遊走世界天與地》                                                                   | 不適用                                 | 最後五強 |
| 2023年 | 萬千星輝頒獎典禮2023             | 最佳女主持              | 《膽粗粗．Here We Go》、《煮東煮西》                                                 | 不適用                                 | 最後五強 |
| 2024年 | 萬千星輝頒獎典禮2024             | 最佳女主持              | 《Grand住去台北》、《拍檔廚房》、《2024巴黎奧運》、《相約澳門「京」豔之旅》          | 不適用                                 | 最後十強 |
| 2024年 | 萬千星輝頒獎典禮2024             | 最佳女配角              | 《黑色月光》                                                                         | 余曦晨                                 | 最後五強 |

## 外部連結
- 黃翠如的新浪微博
- 黃翠如的Facebook專頁
- 黃翠如的Instagram帳戶
- 黃翠如的小紅書帳戶
- 翠說遊情 - 頭條網 （页面存档备份，存于）
- 黃翠如i-cable Blog